# Campionati europei di badminton 2012
I campionati europei di badminton 2012 sono stati la 23ª edizione dei campionati europei di badminton.
La competizione si è svolta dal 16 al 21 aprile a Karlskrona, in Svezia.

## Podi
| Evento              | Oro                                     | Argento                           | Bronzo                              |
| Singolare maschile  | Marc Zwiebler                           | Henri Hurskainen                  | Viktor Axelsen                      |
| Singolare maschile  | Marc Zwiebler                           | Henri Hurskainen                  | Jan Ø. Jørgensen                    |
| Singolare femminile | Tine Baun                               | Juliane Schenk                    | Yao Jie                             |
| Singolare femminile | Tine Baun                               | Juliane Schenk                    | Linda Zechiri                       |
| Doppio maschile     | Mathias Boe Carsten Mogensen            | Michael Fuchs Oliver Roth         | Chris Adcock Andrew Ellis           |
| Doppio maschile     | Mathias Boe Carsten Mogensen            | Michael Fuchs Oliver Roth         | Rasmus Bonde Anders Kristiansen     |
| Doppio femminile    | Christinna Pedersen Kamilla Rytter Juhl | Line Damkjær Kruse Marie Røpke    | Sandra Marinello Birgit Michels     |
| Doppio femminile    | Christinna Pedersen Kamilla Rytter Juhl | Line Damkjær Kruse Marie Røpke    | Valerija Sorokina Nina Vislova      |
| Doppio misto        | Robert Mateusiak Nadiezda Zieba         | Mads Pieler Kolding Julie Houmann | Chris Adcock Imogen Bankier         |
| Doppio misto        | Robert Mateusiak Nadiezda Zieba         | Mads Pieler Kolding Julie Houmann | Thomas Laybourn Kamilla Rytter Juhl |

## Medagliere
| Posiz. | Nazione     | Oro | Argento | Bronzo | Totale |
| ------ | ----------- | --- | ------- | ------ | ------ |
| 1      | Danimarca   | 3   | 2       | 4      | 9      |
| 2      | Germania    | 1   | 2       | 1      | 4      |
| 3      | Polonia     | 1   | 0       | 0      | 1      |
| 4      | Svezia      | 0   | 1       | 0      | 1      |
| 5      | Inghilterra | 0   | 0       | 2      | 2      |
| 6      | Bulgaria    | 0   | 0       | 1      | 1      |
| 6      | Paesi Bassi | 0   | 0       | 1      | 1      |
| 6      | Russia      | 0   | 0       | 1      | 1      |
| 6      | Scozia      | 0   | 0       | 1      | 1      |
| Totale | Totale      | 5   | 5       | 10     | 20     |